# Mister Donut
Mister Donut  es una cadena multinacional de cafeterías especializada en donuts. Aunque la marca fue fundada en Estados Unidos en 1956, la sede de la empresa está asentada en Japón —donde cuenta con más de 1300 establecimientos— y su principal mercado son los países del Sudeste Asiático.
El único país de habla hispana donde opera es El Salvador.

## Historia

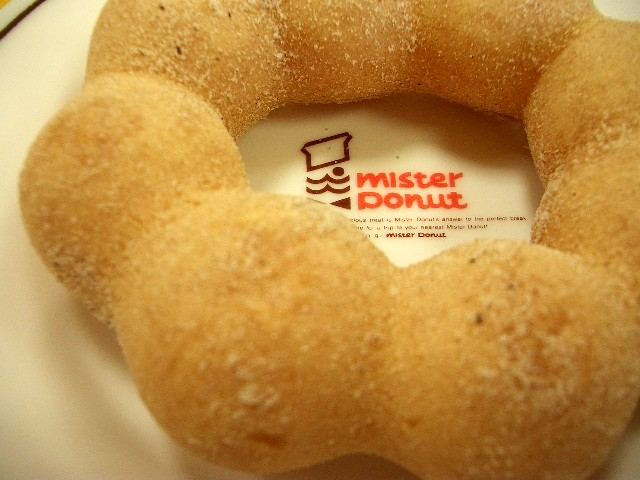
El «Pon De Ring» es el dónut más conocido de la marca.

Mister Donut nació en 1956 cuando Bill Rosenberg y Harry Winokur, dos empresarios de Boston y cuñados, rompieron su alianza empresarial para montar sus propias cadenas de cafeterías y tiendas de donuts. Winokur llamó a su compañía «Mister Donut», mientras que Bill fundó «Dunkin' Donuts». Con el paso del tiempo Mister Donut llegó a contar con 550 locales en Estados Unidos, mientras que Dunkin' superó los 1800 establecimientos. Winokur se mantuvo al frente de la empresa hasta que en 1970 la vendió a un grupo con sede en Minnesota, International Multifoods.
La empresa abrió su primer local en Japón en 1971, siendo una de las primeras compañías estadounidenses —junto con McDonald's y KFC— que habían iniciado su expansión asiática. Sin embargo, no tuvo un crecimiento destacable en ese país hasta 1983, cuando la firma nipona Duskin se hizo con la marca y los derechos de franquicia de Mister Donut en Japón. Con una nueva oferta adaptada al público japonés, se convirtieron en la marca de donuts con más presencia en el país.
En 1990 el grupo Allied-Lyons, propietario de Baskin Robbins, compró Dunkin' Donuts por 196 millones de libras. Al mismo tiempo, Dunkin' se hizo con el control de Mister Donut y renombró todas sus tiendas con su marca, lo que supuso la práctica desaparición de Mister Donut en EE. UU. Sin embargo, este cambio no afectó a la matriz de Japón; la empresa Duskin pudo mantener la marca original porque era la propietaria de los derechos comerciales en su país.

## Establecimientos
Mister Donut es la mayor cadena de cafeterías de donuts en Japón, con más de 1300 establecimientos. En ese país también gestiona la cadena de cafeterías Andonand y los restaurantes MOSDO, en colaboración con MOS Burger.
A nivel internacional ha concentrado su presencia en el Sudeste Asiático: mantiene locales abiertos en Filipinas, Indonesia, Tailandia y Taiwán. En países de habla hispana la franquicia sigue abierta en El Salvador, donde gestiona una treintena de locales desde los años 1980. En Estados Unidos, todos los Mister Donut pasaron a llamarse Dunkin' Donuts en 1990 salvo un establecimiento de Godfrey (Illinois), que ha mantenido la marca original.